# Vaux-lès-Saint-Claude
Vaux-lès-Saint-Claude es una localidad y comuna francesa situada en la región de Franco Condado, departamento de Jura, en el distrito de Saint-Claude y cantón de Saint-Claude (Jura).

## Demografía
| 240                       | 226 | 258 | 261 | 505 | 487 | 444 | 432 | 410 | 369 | 389 | 416 | 412 | 398 | 418 | 585 | 363 | 382 | 427 | 452 | 438 | 429 | 429 | 455 | 467 | 446 | 472 | 435 | 487 | 505 | 572 | 629 | 684 | 703 | 705 |
| (Fuente: INSEE y Cassini) |     |     |     |     |     |     |     |     |     |     |     |     |     |     |     |     |     |     |     |     |     |     |     |     |     |     |     |     |     |     |     |     |     |     |